# Balaton Sound
Balaton Sound (aus Sponsoring-Gründen zwischen 2007 und 2012 auch bekannt als Heineken Balaton Sound, zwischen 2013 und 2017 als Mastercard Balaton Sound) ist ein Musikfestival, das seit 2007 jährlich in Ungarn stattfindet. Es ist mit mehr als 145.000 Besuchern seit 2014 eines der größten Open-Air-Festivals elektronischer Musik in Europa.

## Entwicklung
Das erste Festival fand am 12. bis 15. Juli 2007 statt und wird seit 2016 jeweils an fünf aufeinander folgenden Tagen im Juli in der ungarischen Stadt Zamárdi, direkt am Südufer des Balatons (Plattensee), dem größten Binnensee Mitteleuropas veranstaltet. Das Festivalgelände erstreckt sich über eine Länge von etwa 4 km Strandbereich. Die Besucherzahlen lagen 2008 bei ca. 88.000 und 2009 bei ca. 94.000 Besuchern. Veranstaltet wird es von den Organisatoren des ungarischen Musikfestivals Sziget Festival auf der Óbudai-Donauinsel in Budapest. 
Der über drei Jahre laufende Vertrag der Veranstalter mit der Stadt Zamárdi lief 2024 ab und 2025 wird kein Festival stattfinden.

## Programm
Die einzelnen Liveacts der DJs finden auf mehr als 20 verschiedenen Bühne statt, wobei hierzu auch eine Art Pier in den Uferbereich des Sees gebaut wird. Hierbei stehen Interpretationen mit Synthesizer und Drumcomputer von zentraler Bedeutung und decken das gesamte Spektrum von sämtlichen Electro bis R’n’B ab. 2017 beinhaltete das gesamte Festival ca. 300 einzelne Auftritte der Künstler. Jährlich treten nationale und internationale Stars dieser Richtungen, z. B. aus den Niederlanden, Deutschland, den USA und Großbritannien auf. Ergänzt wird das Programm seit 2016 durch sogenannte Bootpartys.
Durch verschiedene Radiostationen der NRJ Group werden Teile des Festivals auch live in einigen Teilen Europas übertragen.

## Ehrungen
Das Festival gewann bei der Abstimmung Anfang 2013 den European Festival Award in der Kategorie Best Medium-Sized European Festival.

## Interpreten der vergangenen Jahre
Zu den bekanntesten Interpreten der vergangenen Jahre gehörten unter anderem:
| Datum               | Titel                    | Künstler |
| ------------------- | ------------------------ | --- |
| 12. – 15. Juli 2007 | Heineken Balaton Sound   | Eric Prydz, Roger Sanchez, Ferry Corsten, Basement Jaxx, Adam Freeland, Beastie Boys, The Brand New Heavies |
| 10. – 13. Juli 2008 | Heineken Balaton Sound   | Richie Hawtin, Massive Attack, The B-52s, Fatboy Slim, Armin van Buuren, David Guetta |
| 9. – 12. Juli 2009  | Heineken Balaton Sound   | Underworld, Sven Väth, Kraftwerk, Röyksopp, Moby, Carl Cox, David Guetta, Erick Morillo |
| 8. – 11. Juli 2010  | Heineken Balaton Sound   | Klaxons, Pet Shop Boys, The Chemical Brothers, Pendulum, David Guetta, Jamiroquai |
| 7. – 10. Juli 2011  | Heineken Balaton Sound   | Snoop Doggy Dogg, Tiësto, Mika, Portishead, Stereo MCs, Underworld, David Guetta |
| 12. – 15. Juli 2012 | Heineken Balaton Sound   | Avicii, Armin van Buuren, Carl Cox, De La Soul, Mouse on Mars, Paul Kalkbrenner, David Guetta, Afrojack |
| 11. – 14. Juli 2013 | Mastercard Balaton Sound | The Prodigy, Wu-Tang Clan, Crystal Castles, Calvin Harris, Armin van Buuren, Justice |
| 10. – 13. Juli 2014 | Mastercard Balaton Sound | Martin Solveig, Armin van Buuren, Dimitri Vegas & Like Mike, Martin Garrix, Sebastian Ingrosso, Alesso, Steve Angello, David Guetta, Deep Dish                                                                          |
| 9. – 12. Juli 2015  | Mastercard Balaton Sound | Afrojack, Tiësto, Faithless, Boys Noize, Dvbbs, Hardwell, Joey Badass, Nicky Romero, Pan-Pot, Roni Size, Showtek, Vinai                                                                                                 |
| 6. – 10. Juli 2016  | Mastercard Balaton Sound | Macklemore & Ryan Lewis, Martin Garrix, Armin van Buuren, Chris Brown, Dimitri Vegas & Like Mike, The Chainsmokers, Steve Aoki, KSHMR, Dvbbs, Martin Solveig, Oliver Heldens, Duke Dumont, Lost Frequencies, Don Diablo |
| 5. – 9. Juli 2017   | Mastercard Balaton Sound | Art Department, Anja Schneider, Blasterjaxx, Armin van Buuren, Afrojack, Headhunterz, Robin Schulz, Hardwell, Don Diablo, French Montana, Dubfire, Don Diablo, Nicky Romero, Tiësto                                     |
| 4. – 8. Juli 2018   | Balaton Sound            | Dimitri Vegas & Like Mike, The Chainsmokers, Rita Ora, Axwell Λ Ingrosso, Martin Garrix, David Guetta, Big Sean |

## Galerie

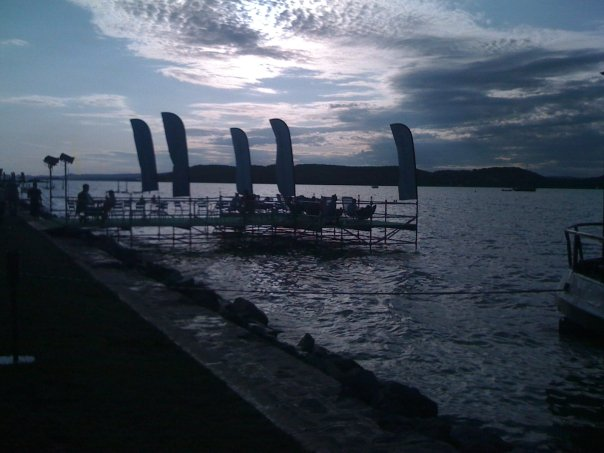
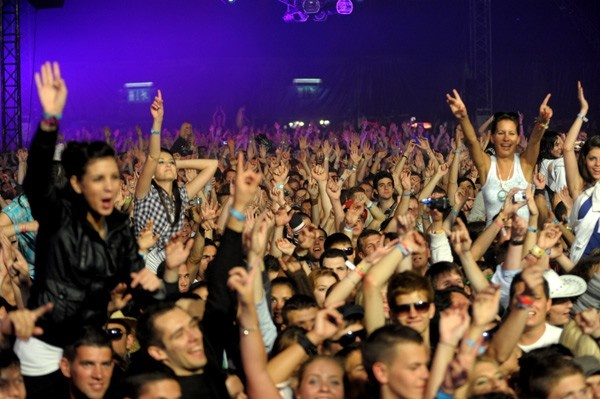
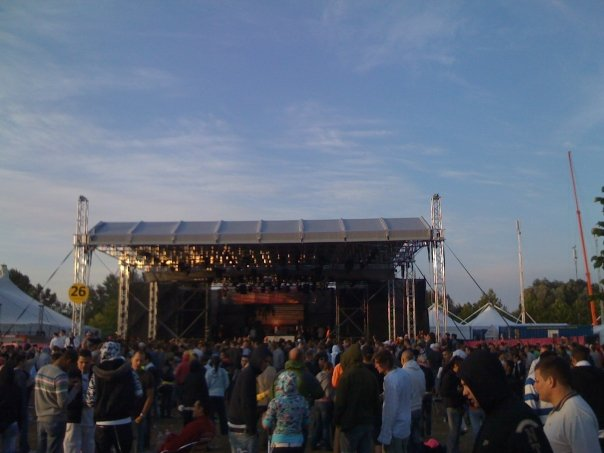